# يوجينيو منديز
يوجينيو منديز (بالإسبانية: Eugenio Méndez)‏ (23 نوفمبر 1941 في تشيلي - ) هو لاعب كرة قدم تشيلي في مركز الهجوم. شارك مع منتخب تشيلي لكرة القدم. أما مع النوادي، فقد لعب مع أوداكس إيتاليانو وسانتياغو واندررز ونادي لاجونا ‏ وسان لويس دي كويلوتا ونادي أوكاس وديبورتيس ماجالانز ولاسيرينا.

## وصلات خارجية
- يوجينيو منديز على موقع الاتحاد الدولي (مؤرشف)  (الإنجليزية)
- يوجينيو منديز على موقع ناشيونال فوتبول تيمز (الإنجليزية)
- يوجينيو منديز على موقع عالم كرة القدم.نت (الإنجليزية)